# 모리 나나코
모리 나나코(森 なな子, 1988년 2월 13일 ~ )는 일본의 여자 배우, 성우이다. 마우스 프로모션 소속.
미스 유니버스 출신이다. 후쿠오카현 후쿠오카시 출신.

## 작품

### TV 애니메이션
2020년
- 불꽃 소방대 2장 - 5th 엔젤3

### 극장판 애니메이션
2024년
- 기동전사 건담 SEED FREEDOM (카가리 유라아스하)

## 같이 보기
- 유키구미